# LG Optimus L70
LG Optimus L70 là điện thoại thông minh dạng đá phiến được thiết kế và sản xuất bởi hãng LG Electronics. Optimus L70 chạy hệ điều hành Android 4.4.2 KitKat. LG L70 cũng là chiếc điện thoại tầm trung trong dòng L.
Chiếc LG L70 có thể nâng cấp lên Android Lollipop và Marshmallow thông qua CyanogenMod. Ngoài ra, chiếc L70 cũng được sử dụng Android Nougat từ LineageOS.

## Phần cứng

### Bộ xử lý
LG L70 sở hữu con chip Snapdragon 200 Qualcomm MSM8210 với bộ xử lý ARM Cortex-A7 Dual-Core tốc độ 1,2 GHz. Và nó cũng có bộ xử lý đồ họa Adreno 302.

### Bộ nhớ
LG L70 có RAM 1 GB và 4 GB bộ nhớ trong có thể được mở rộng thông qua thẻ nhớ microSD lên đến 32 GB.

### Màn hình
Điện thoại có màn hình IPS LCD 4,5 " với độ phân giải 480x800 và hiển thị 16 triệu màu với mật độ điểm ảnh ~ 207 PPI.

### Máy ảnh
LG L70 có bộ cảm biến camera 5 MP và đèn flash LED đơn. Điện thoại cũng có camera VGA phía trước.

### Pin
LG L70 được cung cấp năng lượng bởi pin Lithium-Ion tiêu chuẩn 2100 mAh